# Луцій Кальпурній Пізон Фругі Ліциніан
Луцій Кальпурній Пізон Фругі Ліциніан (*Lucius Calpurnius Piso Frugi Licinianus, 38 —15 січня 69) — політичний діяч Римської імперії.

## Життєпис
Походив з роду нобілів Ліциніїв. Син Марка Ліцинія Красса Фругі, консула 27 року, й Скрібоніі. Батьки Скрібоніан і його брат Помпей Великий були страчені імператором Клавдієм у 47 році. Після цього Ліциніана відправно на заслання. В цей час або трохи пізніше його було всиновлено Луцієм Кальпурнієм Пізоном.
За Нерона повернувся і проживав у Римі. В цей час Веспасіан, майбутній імператор, будучи приватною особою, вирішував спір про кордони між ним і його братом Скрібоніаном. Підтримував дружні стосунки з Рубеллієм Плавтом, страченим Нероном у 62 році З 68 року входив до колегії квіндецімвіров священнодійств.
10 січня 69 року імператор Ґальба, дізнавшись про повстання Вітеллія в Германії, усиновив Пізона та призначив його спадкоємцем. Цей вибір було зроблено пояснювався тим, що Пізон був розумним і багатообіцяючим молодим чоловіком, дотримувався суворих правил і походив з дуже знатної родини. Сенат мав намір направити Пізона до германських легіонів, але цей план не був реалізований. Усиновлення Пизона викликало сильне невдоволення у Отона, який сам розраховував стати спадкоємцем. Тому він збунтував війська, і вже 15 січня Пізона було убитий бунтівними легіонерами.
У 70 році за пропозицією Курция Монтана сенат ухвалив віддати почесті пам'яті Пізона, проте це рішення не було виконано.